# Dawit Gurgenidse

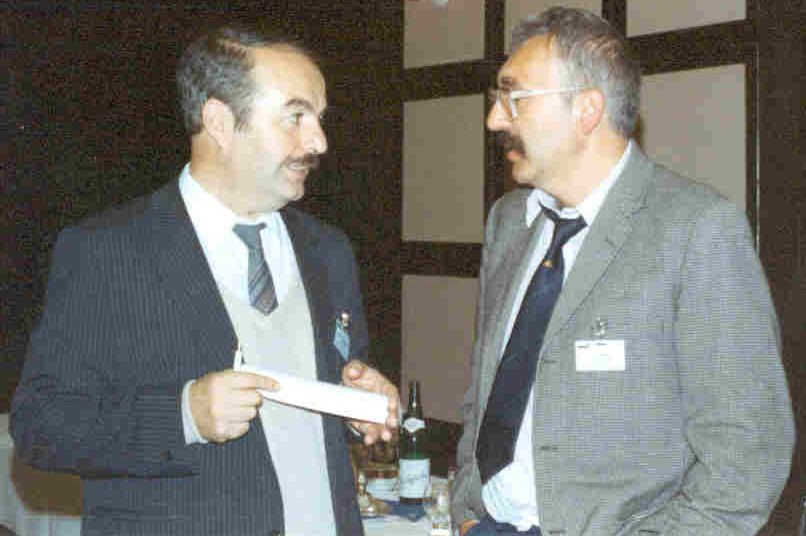
Die Studienkomponisten Dawit Gurgenidse (links) und Jan Rusinek auf der PCCC-Tagung 1993 in Bratislava

Dawit Gurgenidse (georgisch დავით გურგენიძე; * 26. September 1953 in Sagaredscho, Kachetien, Georgische SSR, UdSSR) ist ein georgischer Schachspieler, -organisator und -autor. Er ist einer der führenden Studienkomponisten in der Welt.

## Schachorganisator
Gurgenidse ist Delegierter Georgiens auf den jährlich stattfindenden Tagungen der Ständigen Kommission für Schachkomposition bei der FIDE und arbeitet dort seit Jahren in der Unterkommission für Studien (Study subcommission) mit.
Gurgenidse arbeitet im Georgischen Schachverband.

## Studienkomponist
Gurgenidse hat mehr als 700 Studien komponiert, davon wurden mehrere hundert ausgezeichnet. Er kann besonders gut mit Türmen umgehen. Häufig stellt er Züge dar, deren Sinn sich erst viel später erschließt. Eine solche Studie ist auch das folgende, bekannte Beispiel, das er bereits am Anfang seiner Tätigkeit schuf. Auch auf Matt- und Pattbilder hat er sich spezialisiert.
|   | a | b | c | d | e | f | g | h |   |
| 8 |   |   |   |   |   |   |   |   | 8 |
| 7 |   |   |   |   |   |   |   |   | 7 |
| 6 |   |   |   |   |   |   |   |   | 6 |
| 5 |   |   |   |   |   |   |   |   | 5 |
| 4 |   |   |   |   |   |   |   |   | 4 |
| 3 |   |   |   |   |   |   |   |   | 3 |
| 2 |   |   |   |   |   |   |   |   | 2 |
| 1 |   |   |   |   |   |   |   |   | 1 |
|   | a | b | c | d | e | f | g | h |   |

Lösung:

1. Ka2–a3!!

Dieser Zug ist bereits die Studienidee. Es scheint natürlicher, den König in Richtung des gegnerischen h-Bauern zu bewegen, aber im 5. Zug stellt sich heraus, dass das Feld b3 anderweitig benötigt wird. Falls Schwarz den Springer erobert, kommt Weiß rechtzeitig in das Quadrat des h-Bauers.

1. … Ke7–e6!

2. Sh7–f8+! Ke6–f5

3. Sf8–d7 h6–h5

4. Sd7–c5! h5–h4

5. Sc5–b3!! h4–h3

6. Sb3–d2 h3–h2

Interessant ist auch 6. … Kf4 7. Sf1 Kf3 8. Kb4 Kf2 9. Sh2 Kg2 10. Sg4 Kg3 11. Se3 h2 12. Sf1+ ebenfalls mit Remis.

7. Sd2–f1 h2–h1D

8. Sf1–g3+ und der Springer hat es noch rechtzeitig geschafft, den Bauern abzufangen.

## Autor
Gurgenidse veröffentlichte zahlreiche Bücher und Heftchen über Endspiele und Studien. In letzter Zeit hat er sich durch die Vorstellung der Endspieltheoretiker der Vergangenheit und Gegenwart in Wort und Bild sowie ihrer Leistungen verdient gemacht. Dabei nimmt er sehr oft Bezug auf das praktische Spiel.
- Iuri Akobia, Davit Gurgenidse: Study Mosaic. 13 Bände, 1995–2002

## Titel
Die FIDE verlieh Gurgenidse 1990 den Titel Großmeister für Schachkomposition, 1994 wurde er Internationaler Schiedsrichter für Schachkompositionen.